# Блокпост (фильм)
«Блокпост» — российский кинофильм 1998 года, военная драма, трагикомедия.

## Сюжет
1996 год. Где-то на Северном Кавказе идет война. Во время одного из рейдов в ближайший аул солдаты становятся невольными участниками трагедии — ребёнок гибнет от взрыва мины (когда солдаты заходят в дом, мальчик бьет молотком по взрывателю противотанковой мины). Считая солдат виновниками взрыва, на них набрасываются местные женщины. У одной из женщин в руках оказывается автомат, и она открывает беспорядочный огонь. В результате перестрелки гибнет участковый милиционер аула, а стрелявшую женщину ранят в обе ноги. Провести объективное расследование из-за пристального внимания иностранных наблюдателей не удается (кто стрелял в женщину, так и останется неизвестным). Местные жители клянутся отомстить. Во избежание роста напряженности и до выяснения всех обстоятельств солдат, причастных к инциденту, отправляют на отдаленный блокпост в «договорной» местности, где за ними тем не менее следит снайпер. Также к блокпосту приходит местная девушка, назвавшаяся Машей. Она продаёт солдатам свою глухонемую сестру за патроны. Солдат по прозвищу «Юрист» начинает ухаживать за Машей, ей он тоже нравится.
Кайф и Скелет идут в аул за травой, но в доме местного торговца натыкаются на группу местных мужчин, похожих на боевиков. Из боязни быть убитыми Скелет придумывает легенду, что они с Кайфом пришли просить убрать снайпера, так как это не соответствует договорённости. Разговор не получается, но оба солдата уходят невредимыми. В отместку за испытанный страх Кайф ставит на тропинке самодельную растяжку из гранаты, которую Скелет тайком держал, пока они были в ауле, и уронил там же кольцо.
На блокпост приезжает комиссия ОБСЕ. В это время на растяжке Кайфа подрываются 2 барана, а старику-пастуху отрывает левую кисть. Через некоторое время вновь приезжает следственная комиссия с женщинами из аула, в котором погиб ребёнок, для опознания виновного. В результате следователи забирают Гаврика «Крысу» Крутитского, несмотря на сопротивление командира отряда — прапорщика «Ильича».
Несколько дней спустя Юрист и Скелет дежурят на посту. Юрист меняется со своим товарищем каской, так как тот собирается идти на охоту на снайпера, а на его каске прикреплен лисий хвост, который может его выдать. К блокпосту на грузовике местные привозят завёрнутое в овечью шкуру разрезанное тело Крутитского (Крысы). Шокированный Юрист проявляет неосторожность и становится жертвой снайпера. Снайпером оказывается та самая Маша (настоящее имя — Манимад), которая спутала Юриста со Скелетом из-за лисьего хвоста на каске. Не зная, кого она убила, Манимад собирается обратно в аул, но из-за неосторожности её сестры сама подрывается на растяжке.

## Критика
Киновед Елена Стишова отмечает принципиальную беспристрастность фильма и правдоподобность сценария, развенчивающие как антивоенные мифы, так и провоенные.
Кинокритик Алексей Ерохин (1954―2000) дал крайне негативную оценку фильму, отметив отсутствие развернутой характеристики персонажей, представленных схематически, неуместный юмор и отсутствие сострадания к мирному населению.
На сайте «Кинопоиск» общая оценка среди зрителей составляет 7,5 баллов из 10 на основании более 20 тысяч мнений.

## В ролях
| Актёр             | Роль              |
| ----------------- | ----------------- |
| Андрей Краско     | прапорщик Ильич   |
| Роман Романцов    | Скелет            |
| Кирилл Ульянов    | Юрист             |
| Иван Кузьмин      | Пепел             |
| Денис Кириллов    | Кайф              |
| Егор Томашевский  | Халява            |
| Денис Моисеев     | Крыса             |
| Юрий Григорьев    | Мо́ча              |
| Александр Иванов  | Боинг             |
| Анастасия Ражук   | Маша              |
| Маргарита Бычкова | глухонемая        |
| Сергей Гусинский  | лейтенант Боря    |
| Зоя Буряк         | следователь Алиса |
| Алексей Булдаков  | генерал           |

## Съёмочная группа
- Сценарий и постановка: Александр Рогожкин
- Продюсеры: Константин Эрнст (Телекомпания «ОРТ»), Сергей Сельянов (Кинокомпания «СТВ»)
- Оператор: Андрей Жегалов
- Художник: Владимир Карташов
- Композитор: Владислав Панченко
- Звукорежиссёр: Анатолий Гудковский
- Монтажёры: Юлия Румянцева, Сергей Гусинский, Александр Рогожкин
- Художник по костюмам: Татьяна Дорожкина

## Награды
- Главный приз «Золотая роза» основного конкурса кинофестиваля «Кинотавр» (1999)
- Приз за лучшую режиссуру на Международном фестивале в Карловых Варах (Александр Рогожкин)
- Премия «Серебряный Дельфин» за лучшую режиссуру (Александр Рогожкин)